# Erdao (Changchun)
Erdao (en chino, 二道; pinyin, Èrdào; literalmente, ‘dos caminos’) es un distrito urbano bajo la administración directa de la subprovincia de Changchun, capital provincial de Jilin , República Popular China. El distrito yace en una llanura con una altitud promedio de 250 m s. n. m., ubicada en el centro financiero de la ciudad. Su área es de 573 km² y su población total para 2010 superó los 550 mil habitantes.

## Administración
Desde julio de 2023, el distrito Erdao se divide en 13 pueblos que se administran en 9 subdistritos, 3 poblados y 1 villas.